# Hello Venus
Hello Venus (en hangul, 헬로비너스; romanización revisada, Hello Bineoseu; McCune-Reischauer, Hello Ji'no-sef; literalmente, «Hola Venus») fue un grupo femenino surcoreano formado por la compañía discográfica Fantagio Entertainment. El grupo estaba formado inicialmente por Alice, Nara, Yoo Ara, Yoonjo, Lime y Yooyoung. Fue parte de la familia de Pledis Entertainment hasta julio de 2014, cuando dicha agencia decidió abandonar el proyecto, provocando la salida de Yoo Ara y Yoonjo, siendo reemplazadas por Seoyoung y Yeoreum. La agrupación debutó oficialmente el 9 de mayo de 2012. El grupo se disolvió en 2019.
El concepto del grupo reflejaba la cortesía, la belleza y el amor; el término Hello se decidió por la cortesía y el término Venus por la belleza. El concepto del amor fue tomado de las últimas dos letras de Hello y las dos primeras de Venus: HelLO VEnus.

## Historia

### Predebut
Pledis Entertainment, en colaboración con Fantagio Entertainment formaron una nueva agrupación que se dedicaría, no sólo a la industria musical, sino también a la actuación; dicha agrupación tenía que estar concretada a más tardar en abril de 2012. Según los informes de ambos organismos, el grupo se había estado preparando para su primer sencillo, el cual sería una obra de otro autor. Fantagio reveló que  «el grupo había entrenado durante casi un año y medio». Tres miembros son de Fantagio Entertainment y tres son de Pledis. Después de su debut, se informó que Fantagio se encargaría de la gestión en la actuación del grupo, mientras que Pledis gestionará al grupo, tanto en lo musical como en las variedades.
Yoo Ara, Yoonjo y Lime eran aprendices, llamadas Chicas de Preescolar, de su grupo hermano After School. Lime fue destacada como corista en el sencillo Love Letter, bajo su nombre real (Hyelim), mientras que Yoo Ara también cantó y apareció en el video musical. Yoonjo apareció en el sencillo Dream, de su grupo hermano After School, a su vez parte de su álbum de 2011 Virgin. Se esperaba que las tres miembros se integraran a After School; Yoo Ara fue una candidata para integrarse a After School, sin embargo, E-Young fue elegida en su lugar. Lime también estaba en el debut pre-alineación de otro grupo femenino llamado Viva Girls, pero se mantuvo en Hello Venus, ya que dicha agrupación terminó por disolverse poco después.
Alice había lanzado un demo no oficial el 15 de junio de 2010, con el nombre artístico de Ora, titulado Naughty Face.

### Debut conVenus,Like a Wavey el segundo miniálbum:What Are You Doing Today?
Hello Venus se dio a conocer con el nombre de Venus, después el director de Pledis Entertainment actualizó su cuenta de Twitter con dicho nombre. Al principio se pensó que el grupo sería una subunidad de After School, pero se anunció más tarde bajo el nombre de Hello Venus, y se confirmó que era un grupo nuevo. El 17 de abril de 2012, Hello Venus fue anunciado oficialmente con una imagen teaser, junto con la apertura de un sitio web oficial y cuentas en Facebook, Twitter, Daum Café y un canal de YouTube. El grupo contaba con seis miembros, que contiene tres miembros de Pledis Entertainment: Yoo Ara, Yoonjo y Lime, y tres miembros de Fantagio Entertainment: Alice, Nara y Yooyoung.
El 9 de mayo de 2012, Hello Venus debutó con su miniálbum Venus; dicho mini-álbim cuenta con cuatro pistas, el sencillo con Venus sirvió como el sencillo pomocional del grupo. Las promociones para Venus, comenzaron el 10 de mayo de 2012, en M! Conutdown, pero sin Yoonjo. Debido a que ella se lecino el pie practicando para el debut.
El 4 de julio de 2012, el grupo lanzó el sencillo Like a Wave, de su álbum digital que se titula de igual manera.
El 19 de noviembre, Pledis Entertainment anunció que Hello Venus haría una reaparición a mediados de diciembre como un grupo completo de seis miembros. El 16 de diciembre, hicieron su reaparición en Inkigayo con su segundo miniálbum, titulado What Are You Doing Today?.

### Tercer miniálbum:Would you like stay for tea?
El 25 de abril, mediante el canal de HELLO VENUS en Youtube, se liberó el teaser comeback del grupo con su tercer miniálbum Do you want some tea?.
El primero de mayo, se liberó el MV de Would you like stay for tea? (차 마실래?) El miniálbum contara con las siguientes canciones y será lanzado el 2 de mayo:
1. 차 마실래? (Would you like stay for tea?)
2. Kiss me
3. 잠깐만 (Wait)
4. 자꾸만 (Again)

## Miembros
| Miembro      | Miembro | Nombre de nacimiento | Nombre de nacimiento | Fecha de nacimiento                |
| Romanización | Hangul  | Romanización         | Hangul               | Fecha de nacimiento                |
| ------------ | ------- | -------------------- | -------------------- | ---------------------------------- |
| Alice        | 앨리스  | Song Joo-hee         | 송주희               | 21 de marzo de 1990 (35 años)      |
| Nara         | 나라    | Kwon Na-ra           | 권나라               | 13 de marzo de 1991 (34 años)      |
| Yoo Ara      | 유아라  | Yu A-ra              | 유아라               | 26 de septiembre de 1992 (32 años) |
| Yoonjo       | 윤조    | Shin Yoon-jo         | 신윤조               | 14 de diciembre de 1992 (32 años)  |
| Lime         | 라임    | Kim Hye-rim          | 김혜림               | 19 de enero de 1993 (32 años)      |
| Seoyoung     | 서영    | Lee Seo-young        | 이서영               | 27 de junio de 1994 (30 años)      |
| Yooyoung     | 유영    | Lee Yoo-young        | 이유영               | 23 de enero de 1995 (30 años)      |
| Yeoreum      | 여름    | Ahn Chae-yeon        | 안채연               | 4 de junio de 1996 (28 años)       |

## Filmografía

### Reality shows
- 2012: Birth of Venus
- 2013: MTV Diary
- 2013: Hello Beauty School
- 2013: Weekly Idol
- 2014: Idol Battle (23/01/14)

### Televisión
- 2012: Men's Qualifications - Coro con Yoonjo
- 2012: Weekly Idol - Episodio 54 con NU'EST
- 2012: KBS Joy's Hug, con Yoo Ara y Yooyoung
- 2012: Happy Together, con Alice
- 2012: Hello Counselor, con Yooyoung
- 2012: MTV Wonder Boy, con Boyfriend
- 2012: Tooniverse's Superhero, con Yooyoung
- 2012: SBS 1000 Song Challenge, con Nara y Yoo Ara
- 2012: tVN ENews, con Alice

### Dramas
| Año  | Título                  | Papel              | Miembro(s)      |
| ---- | ----------------------- | ------------------ | --------------- |
| 2012 | Take Care Of Us Captain | Cameo              | Nara y Yooyoung |
| 2012 | What is Mom             | Tienda de limpieza | Yoo Ara         |

## Discografía
Sencillos promocionales
- 2012: Venus
- 2012: What Are You Doing Today

2012:Would you stay for tea?(차 마실래?)
Sencillos digitales
- 2012: Like a Wave

### Sencillos
| Año                      | Título | Valoraciones | Valoraciones               | Álbum |
| Año                      | Título | Gaon Chart   | Billboard de Corea del Sur | Álbum |
| ------------------------ | ------ | ------------ | -------------------------- | ----- |
| 2012                     |        |              |                            |       |
| Venus                    | 35     | 34           | Venus                      |       |
| Like a Wave              | 60     | 60           | Venus                      |       |
| What Are You Doing Today | 37     | 38           | What Are You Doing Today   |       |